# (19528) Delloro
(19528) Delloro (1999 GB1) – planetoida z grupy pasa głównego asteroid okrążająca Słońce w ciągu 5,67 lat w średniej odległości 3,18 j.a. Odkryta 4 kwietnia 1999 roku.